# Drucourt
Drucourt ist eine französische Gemeinde mit 576 Einwohnern (Stand 1. Januar 2022) im Département Eure in der Region Normandie (vor 2016 Haute-Normandie). Sie gehört zum Arrondissement Bernay und zum Kanton Beuzeville. Die Einwohner werden Drucourtois genannt.

## Geografie
Drucourt liegt etwa 14 Kilometer westnordwestlich von Bernay und etwa 20 Kilometer ostsüdöstlich von Lisieux in der Landschaft Lieuvin. Hier entspringt die Paquine. Umgeben wird Drucourt von den Nachbargemeinden Thiberville im Norden, Fontaine-la-Louvet im Norden und Nordosten, Duranville im Nordosten, Bournainville-Faverolles im Osten, Saint-Vincent-du-Boulay im Südosten und Süden, Le Planquay im Südwesten sowie La Chapelle-Hareng im Westen.

## Bevölkerungsentwicklung
| Jahr                       | 1962 | 1968 | 1975 | 1982 | 1990 | 1999 | 2006 | 2013 | 2020 |
| Einwohner                  | 482  | 461  | 469  | 512  | 554  | 614  | 590  | 575  | 584  |
| Quellen: Cassini und INSEE |      |      |      |      |      |      |      |      |      |

## Sehenswürdigkeiten
- Kirche Notre-Dame aus dem 11. Jahrhundert, Umbauten aus dem 16./17. und 19. Jahrhundert, Monument historique seit 1954
- Schloss Le Bosc-Henry aus dem 17./18. Jahrhundert, seit 1954 Monument historique

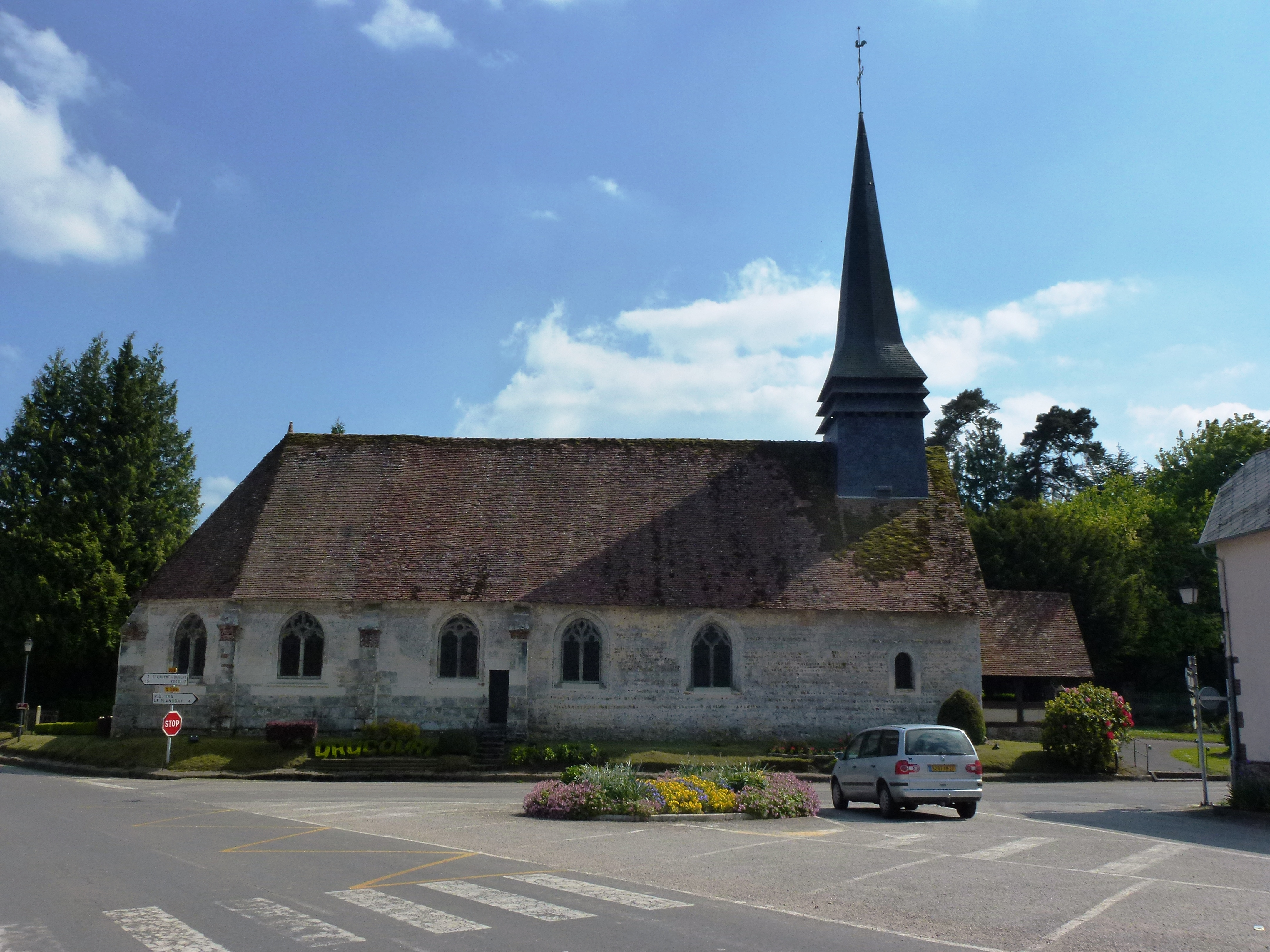
Kirche Notre-Dame